# 五當召
五當召，也称为巴达格勒庙（汉语拼音字母：Badgar Sum，藏語：པད་དཀར་ཆོས་གླིང，藏语拼音：Bäkar Qöling），清代赐名广觉寺（汉语拼音字母：Agûû'ih Ônôlt Sum，现代文：ᠠᠭᠤᠤ ᠶᠡᠬᠡ 
ᠣᠨᠤᠯᠲᠤ 
ᠰᠦᠮ᠎ᠡ；藏語：རྒྱ༌ཆེན་རྟོགས་ལྡན༌གླིང，威利转写：rgya chen rtogs ldan gling，藏语拼音：Gyaqên Dog Dänling），位于内蒙古自治区包头市石拐区吉忽伦图苏木境内，距离包头市区东北54公里。是一座藏传佛教格鲁派寺院，也是內蒙古自治区最大藏傳佛教寺院，号称是内蒙古唯一的纯藏式建筑群，因曾培养出大批高级佛学人士而被尊称为“东藏”:213。1996年11月20日，被中华人民共和国国务院公布為第四批全国重点文物保护单位。

## 历史
五当召共有三个名称，其俗名音译为“五当”，意思是“柳树的”；蒙文常用名“巴达格勒庙”或“巴达噶尔召”源于藏文“པདྨ་དཀར་”（Bäma Gar，白莲花）；汉文名为广觉寺，为清代乾隆年间由清高宗所赐名:164。
五当召具体始建时间不详，仅可知其为鄂尔多斯左翼前旗王公于清朝康熙年间或之前兴建。乾隆十四年（1749年），第一世活佛罗布桑加拉错主持扩建该寺庙，整体上参照了西藏扎什伦布寺的格局:265。此后章嘉呼图克图若比多吉转呈清廷理藩院请赐寺名，乾隆二十一年（公元1756年）乾隆皇帝赐名满、汉、蒙、藏四体文字的“广觉寺”匾额。此后，该寺庙在嘉庆、道光、光绪年间多次扩建，鼎盛时期共有8座大殿、3座活佛府以及1处陵堂、2座砖舍利塔、90余座僧房，以及一座专供活佛避暑修行的庚毘召。
在中华人民共和国成立前，五当召是一座政教合一的寺庙，有自己的武装、法院和监狱系统，每年都有稳定的收入，经济来源有收取布施、出租土地牧场、宗教活动、煤矿收入几种，并且从清代开始，位于今石拐境内的煤矿一直由五当召负责开采，直至1949年。在鼎盛时期有1200多名喇嘛在五当召内修行或工作:267，寺庙的相关事宜一直由洞阔尔活佛主持。1949年绥远和平解放后，由于五当召特殊的宗教地位和影响，绥远省人民政府在1950年4月批准成立五当召直属区人民政府，并于当年7月正式成立，驻地五当召。随着绥远地区民族宗教问题妥善解决，加之附近地区逐渐以煤矿开采为主要经济来源，1951年7月，绥远省人民政府撤销了五当召直属区，成立石拐沟矿区。1955年，第七世洞阔尔活佛圆寂，此后51年时间内，五当召均没有活佛坐床。
二十世纪五十年代至文化大革命前，五当召的建筑不断地被损毁。文化大革命期间，大量红卫兵冲击五当召，但在当地的牧民保护下，五当召并未受到过于严重的损毁。但由于红卫兵的冲击愈演愈烈，当地牧民直接给解放军内蒙古军区司令打电话，解放军随即驻防五当召，从而使五当召避免遭受更为严重的破坏。截至1988年，原有的8座大殿当中的郝拉银殿和努尼殿被夷平，庚毘召也在文革中遭到了严重的损毁，90余座僧房仅余60余座保存较为完好。2003年，中华人民共和国政府拨款重建了努尼殿，并于2005年9月建成并对外开放，一同重建的还有部分僧房。2006年10月24日，第八世洞阔尔活佛正式坐床，成为中华人民共和国以来在五当召坐床的第一位活佛。

## 整体布局

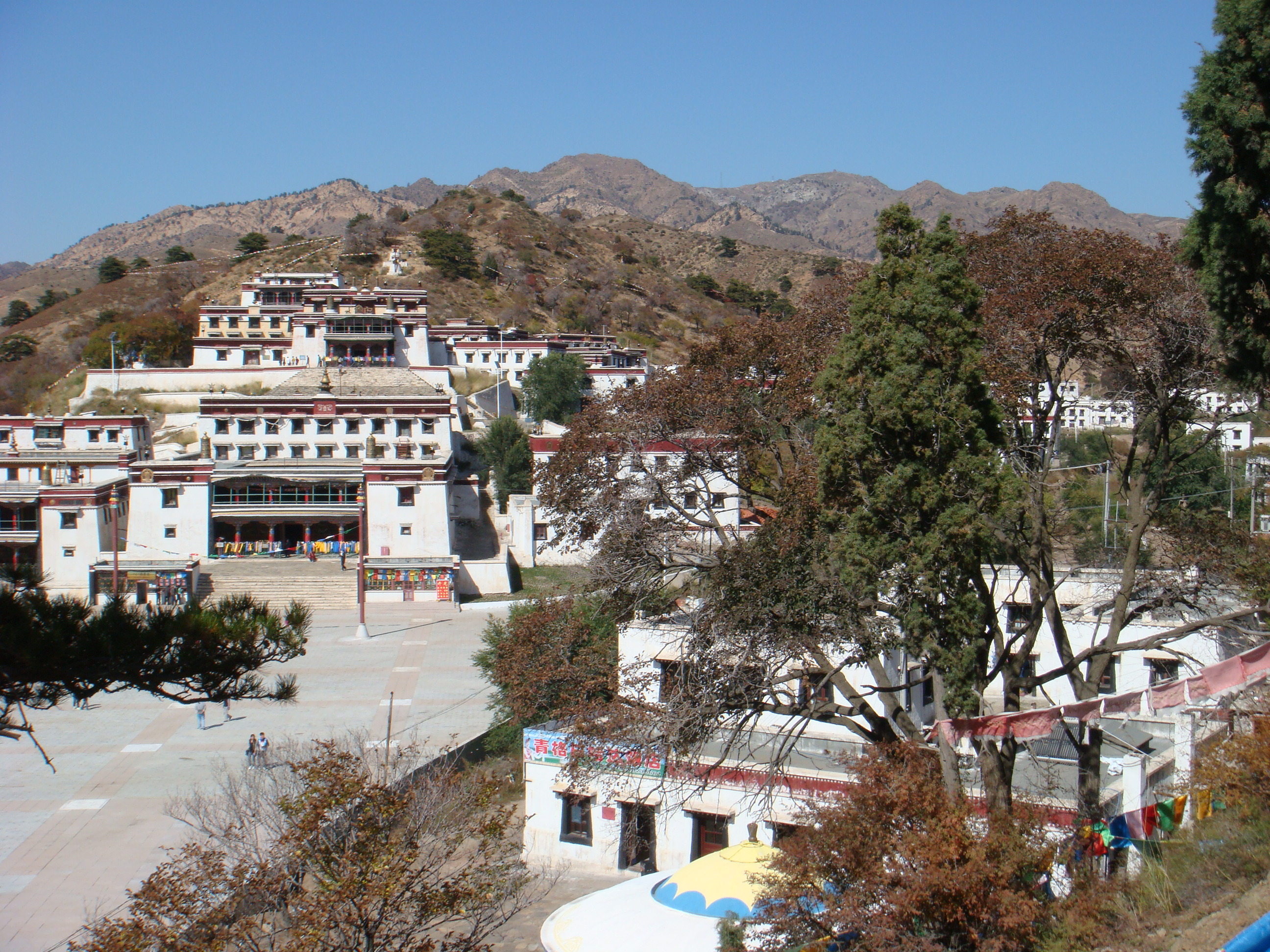
在五当召南侧山上拍摄的五当召全景

五当召整体依山布局，由低而高，层次错落。全召共有2538间房屋:66，主体建筑群由苏古沁独宫、却依林独宫、洞阔尔独宫、日木伦独宫、阿会独宫、当圪希德独宫6座殿堂，甘珠尔府、章嘉府、洞阔尔府3座活佛府以及苏波尔盖陵组成:214，除阿会独宫坐西朝东之外，其他殿堂均坐北朝南。建筑的排布并没有明显的规则，布局相对分散，且并没有明显的围墙与外界标明界限。各个主要建筑中，苏古沁独宫位于整座召庙的最南侧，其西侧为却依林独宫，正北侧为洞阔尔独宫。当圪希德独宫与洞阔尔独宫相邻，位于西侧。日木伦独宫位于当圪希德独宫西北方向。三座活佛府相互紧邻，均位于日木伦独宫东侧偏北的位置。苏波尔盖陵位于活佛府的东北方向。此外整体建筑群的两侧有99栋僧房，共有2500余间。整个召庙建筑群占地300多亩。所有建筑均为藏式平顶方形楼式结构，白色方整墙体前为柱廊，四周是窗洞，上窄下阔，女儿墙为紫红色，上有各种铜饰:265。

## 主要建筑

### 苏古沁独宫
苏古沁独宫位于全召的最前端，也称为大经堂殿:79，高22米，占地面积1500平方米，建于乾隆二十二年（1757年）（一说建于乾隆二十年，即1755年:79），为全召最大的建筑。该建筑是全召举行集会、诵经的场所:145，共有上下三层，最下层为经堂，大门两侧的墙上绘有四大天王像，堂内共有64根立柱，天花板上悬挂经幡和唐卡，地板上摆放着数十排坐榻，可容纳上千名喇嘛同时诵经礼佛，四周墙壁上挂满了表现佛祖释迦牟尼的经历，以及帐房毡包、城市村落等世俗生活的壁画，两侧还布置有藏经橱:214；二层供有释迦牟尼佛和藏传佛教格鲁派创始人宗喀巴的塑像；三层供有两座铜制曼陀罗:146。

### 却依林独宫
却依林独宫，也被称作哲学院、显宗学部经堂:80，位于苏古沁独宫西侧:266，建于道光十五年（公元1835年），是五当召内专门教授佛教教义的地方。该宫内的学徒学期通常会长达21年，每年夏历腊月九日，却依林独宫内会举行学位升级考试，通过者将会晋升:12，并获得去中小寺庙担任“堪布”（住持）的资格:61。宫内供奉着一尊高约10米的弥勒佛铜像:146。

### 洞阔尔独宫
洞阔尔独宫位于苏古沁独宫东侧，也被称为时轮学部殿或时轮学殿，始建于乾隆十四年（1749年），是五当召有史可查的最早建立的大型建筑:77。因其后半部分被漆成了黄色，故也被当地人成为“黄庙”:13。因为该宫是五当召内传授数学、天文、地理、历法的地方，所以又被称为时轮时数学院，通常学期长度为5-7年，通过结业考试后可以获得“却尔吉”学位:62。该宫是一座二层建筑，底层供有宗喀巴铜像，二层供奉众佛像:266。宫内还供有五当召一世活佛的塑像:214。每年夏历三月十五日，在该宫内都要举行学术升级考试，进行学术辩论。清高宗御赐的“广觉寺”匾额就挂在该宫的宫门上:146。该宫的前廊突出于大门之外，由4根藏式方柱支撑。宫内的藻井由双龙和莲花图案组成:16。

### 阿会独宫
阿会独宫，也被称作密宗学部殿:80，是讲授密宗和蒙醫學的殿堂:214，也是五当召内唯一一座面东背西的殿堂:80。该殿堂内的学徒，如果学习密宗则通常需要10年左右的时间才可以毕业，而学习医学的学徒则担任起类似于校医的职务，负责为信徒治病:62，如今活跃在内蒙古草原上的不少蒙医大夫就是毕业于此:177。宫内供奉着大日如来、药师佛、无量寿佛、白度母等佛:266。

### 日木伦独宫
日木伦独宫建于光绪十八年（1892年），也被称作菩提道学部经堂殿，位于阿会独宫的西北方向，是全五当召位置最高的学殿:266。该宫由于在内五当召建造时间最晚:80，故也被称作“新庙”:19。该宫研究藏传佛教格鲁派的教义、教规的地方，同时传授藏传佛教历史:214，学期通常为9年，经过修业考试之后可以获得“格西”（相当于博士）学位:62。宫内供有一尊高约9米的宗喀巴的铜制坐像，两侧的佛龛中还有1000尊宗喀巴的泥塑小像:146。

### 当圪希德独宫
当圪希德独宫位于洞阔尔独宫西侧，又名金刚殿，建于乾隆五十年（1750年）:78，是一座不大的二层建筑:214。由于该宫是管教喇嘛的地方，所以也被称作驯服殿:266、管教殿:213。该宫为二层建筑，楼下供奉着各个形态的护法神，包括牛头马面等塑像，个个面相狰狞:266。

### 努尼殿
现在又称作金科殿或曼陀罗殿，是供僧人静坐休持的殿。一楼为佛堂，供有千手千眼观音像、六世班禅大师、宗喀巴大师像，正中供奉的三世佛为铜铸镀金佛像。墙上所绘壁画是藏传佛教九大佛寺壁画；二楼是文物博物馆，展出五当召内所保存的部分珍贵文物，有唐卡、清代景德镇瓷器、活佛的生活用品、法器以及内蒙古仅存的两座鎏金曼陀罗坛城。

### 活佛府
活佛府位于阿会独宫的东南侧，由三座相邻的建筑组成，被称作三府，它们分别是甘珠尔府、章嘉府和洞阔尔府。其中甘珠尔府是五当召第一世活佛的居室:267，位于阿会独宫南侧，供五当召历世活佛师傅使用，专门为五当召培养活佛接班人:214；章嘉府是清朝国师章嘉活佛的住处:146:267，位于洞阔尔府左侧:82，建于1842年，是一个独立的院落:29；洞阔尔府位于三座活佛府的正中间:146，是五当召历代活佛的居室:82，也是三座活佛府当中最大的建筑:214，进门处为一扇藏式垂花门，门内有一幢二层藏式建筑，并配有左右两座厢房，主房的大厅前廊门罩上方精雕二龙戏珠和其他彩绘图案，两侧墙壁上绘有山水、日月、星辰以及虎猴等动物，顶部的藻井绘有莲花及八宝图案:26。

### 苏波尔盖陵
苏波尔盖陵位于五当召的后方，努尼殿与活佛府之间:82。该陵为一幢二层建筑，原为第一是洞阔尔活佛的寝室:23，后来成为供奉第一世洞阔尔活佛的陵堂，之后各代洞阔尔活佛的骨灰塔均被供奉于苏波尔盖陵中，此建筑物就逐渐成为供奉五当召历代活佛骨灰塔的地方:267。该里面共有7座鎏金铜塔:215。

## 研究与保护
2011年，五当召景区管理局挂牌成立。2011年至2012年，包头市博物馆协同五当召景区管理局完成了对五当召景区2000余件可移动文物档案的登记整理工作。
五当召原藏有唐卡500多幅，绘制于清代乾隆年间，内容大多为佛教故事，但在保存过程中由于各种原因有217张唐卡出现残损，个别唐卡残损严重。2015年1月，出现残损的唐卡已经得到修复。此外，出于各种原因散落到民间的原藏于五当召的古文献被包头市档案局收集并予以整理修复，其中大多数为蒙文古籍，还有少量藏文、满文、汉文古籍。
1996年11月20日，五当召被国务院公布为第四批全国重点文物保护单位，2001年被国家旅游局全国旅游景区质量等级评定委员会评定为国家4A级旅游景区。2009年2月26日，包头市人民代表大会常务委员会表决通过了包头市《五当召保护管理条例》，对五当召的具体范围和保护的具体规范进行了规定，以及确定了相应的奖惩措施，并于当年5月22日正式付诸实施。2010年，包头市石拐区人民政府制定了《五当召景区保护开发范围内不协调建筑拆迁安置办法》，将景区内的非藏式建筑全部拆除，住户搬迁至景区外。2015年，包头市人民政府下拨资金，预计花费6年时间将五当召升格至国家5A级旅游景区。